# اسپن بردسن
اسپن بردسن (انگلیسی: Espen Bredesen؛ زادهٔ ۲ فوریهٔ ۱۹۶۸) اسکی‌باز پرش اهل نروژ بود.